# Martin Svrček
Martin Svrček (né le 17 février 2003 à Nesluša) est un coureur cycliste slovaque.

## Biographie
Martin Svrček pratique le hockey sur glace dans son enfance. À 12 ans, il se met au cyclisme grâce à un ami qui hockeyeur. Dans un premier temps, il s'en sert comme entraînement d'été. Il combine les deux sports pendant deux ans jusqu'à ce qu'il décide de faire uniquement du vélo à l'âge de 14 ans. En août 2020, il est champion de Slovaquie du contre-la-montre juniors (moins de 19 ans) et se classe troisième de la course en ligne. Il est ensuite 17e du championnat d'Europe sur route juniors. L'année suivante, il est double champion de Slovaquie juniors et remporte au total 15 courses, dont la version junior des Strade Bianche,. Lors du Giro della Lunigiana, il est deuxième général, à la bagarre pour la victoire finale lors de la dernière étape avec Lenny Martinez, lorsqu'il est victime d'un ennui mécanique au sommet d'un col qui lui fait perdre 4 minutes. En fin de saison, il se classe quatrième du championnat du monde du monde juniors, sixième de Paris-Roubaix juniors et huitième du championnat d'Europe sur route juniors.
En juillet 2022, à 19 ans, il passe professionnel au sein de l'équipe World Tour Quick-Step Alpha Vinyl,.

## Palmarès
- 2019
  -  Médaillé de bronze de la course en ligne au Festival olympique de la jeunesse européenne
- 2020
  -  Champion de Slovaquie du contre-la-montre juniors
  - 3e du championnat de Slovaquie sur route juniors
- 2021
  -  Champion de Slovaquie sur route juniors
  -  Champion de Slovaquie du contre-la-montre juniors
  - Eroica juniors
  - 3e étape du Medzinárodné dni cyklistiky
  - 4e du championnat d'Europe du monde juniors
  - 8e du championnat d'Europe sur route juniors
- 2023
  -  Médaillé de bronze du championnat du monde sur route espoirs
- 2024
  - Gullegem Koerse
  -  Médaillé d'argent du championnat du monde sur route espoirs

## Classements mondiaux
| Année                                 | 2022  | 2023 | 2024 |
| ------------------------------------- | ----- | ---- | ---- |
| Classement mondial                    | 1066e | 605e | 339e |
| UCI Europe Tour                       | 763e  | nc   | nc   |
|                                       |       |      |      |
| Légende : nc = non classéSource : UCI |       |      |      |

## Distinctions
- Cycliste slovaque de l'année : 2023